# Mark (møntenhed)
 For alternative betydninger, se Mark. (Se også artikler, som begynder med Mark)
Mark er en ældre møntenhed, der har været brugt i flere lande. 
Ordet mark betyder oprindelig mærke – et mærke på en vægt. Dengang møntfoden var baseret på ædelmetaller – sølv eller guld – skulle mønterne bære sin værdi i sig. Det var derfor ikke nok, at en mønt havde en påtrykt værdi, den skulle også veje tilsvarende. Det betød, at hvis man skulle betale større beløb, var det ikke nok at aflevere en vist antal slidte eller klippede mønter, det var vægten, der var afgørende. En mark var derfor oprindelig en vægtenhed, og en mark sølv var sølvstykker eller mønter svarende til denne vægtenhed. 

## Danmark
I Danmark var 1 mark (Marck Danske) = 16 skilling = 192 penning siden Erik af Pommerns tid, hvor lybsk beregning blev indført. Oprindeligt var det kun en beregningsenhed, svarende til 216 gram sølv, men fra 1529 eksisterede den også som mønt indtil 1858, hvorefter den i 1875 blev afskaffet og man gik over til kroner og øre.

## Estland
Eesti mark var gangbart betalingsmiddel i Republikken Estland fra den 30. november 1918 til den 1. januar 1928.

## Tyskland
I det nordlige Tyskland var marken siden middelalderen en gængs valuta. Ved Tysklands samling i 1871 blev marken indført som valuta i Det Tyske Kejserrige. Marken fortsatte som valuta i Tyskland frem til indførelsen af euro i 2002. Den tyske mark fandtes i forskellige udgaver:
- Guldmark fra grundlæggelsen af Kejserriget i 1871 til 1914. I 1914 opgav Tyskland tilknytningen til guldet og marken blev herefter uofficielt betegnet Papiermark.
- Reichsmark fra 1924 til 1948
- Ved Tysklands deling blev der i den vestlige okkupationzone i 1948 indførte en ny mark, Deutsche mark, der hurtig fik navnet D-Mark. Deutsche mark forblev det senere Vesttysklands og efterfølgende Tysklands valuta frem til indførelsen af Euro
- Ved Vestmagternes indførelse af D-marken i den vestlige okkupationszone indførte Sovjetunionen senere i 1948 i den østlige okkupationszone ligeledes en ny valuta til afløsning af reichmarken. Den nye øst-valuta fik også navnet Deutsche Mark. I 1964 skiftede den østtyske mark navn til Mark der Deutschen Notenbank og fra 1968 og frem til Tysklands genforening i 1990 havde valutaen navnet Mark der DDR. I Vesten blev valutaen populært kaldt Ostmark.

En mark blev underopdelt i 100 pfennig.

## Finland
I Finland brugte man ligeledes mark (sv.) eller markka (fi.) som møntenhed fra april 1860 frem til indførelsen af euroen den 28. februar 2002. Kursen fastsattes til 5,94573 mk = 1 €.